# نیروی سواره‌نظام ارتش اتحادیه
نیروی سواره‌نظام ارتش اتحادیه (انگلیسی: Cavalry Corps) عنوان منتسب به یک واحد منظم سواره‌نظام از ارتش اتحادیه در دوران جنگ داخلی آمریکا می‌باشد. سپاه و نیروی مقابل این هنگ در جبهه مخالف، نیروهای سواره‌نظام، ارتش ویرجینیای شمالی بود.